# ساعده (روستا)
 ساعده  (در عربی:  ساعَدة )
نام روستایی است در دهستان عَمّار از توابع استان اِب در کشور یمن در شبه جزیره عربستان.

## جمعیت
جمعیت آن (۲۰۱ ) نفر (۱۳ خانوار) می‌باشد.